# Кратло
Кратло (англ. Cratloe; ирл. An Chreatalach) — деревня в Ирландии, находится в графстве Клэр (провинция Манстер).

## Демография
Население — 643 человека (по переписи 2006 года). В 2002 году население составляло 656 человек. 
Данные переписи 2006 года:
| Общие демографические показатели |               |                               |                               |      |      |
| Всё население                    | Всё население | Изменения населения 2002—2006 | Изменения населения 2002—2006 | 2006 | 2006 |
| 2002                             | 2006          | чел.                          | %                             | муж. | жен. |
| 656                              | 643           | -13                           | -2                            | 299  | 344  |